# Spyros Kalogirou
Spyros Kalogirou, (griechisch Σπύρος Καλογήρου, * 3. November 1922 in Kypseli, Athen; † 27. Juni 2009 in Athen) war ein griechischer Schauspieler.

## Leben
Kalogirou studierte in der Schauspielklasse des Odeums; von 1955 an spielte er bis ins Jahr 2004 in über 110 Filmen. Kalogirou war einer der bekanntesten Schurkendarsteller des griechischen Films.
Verheiratet war er mit der Schauspielerin Evangelia Samiotaki.